# Eliza (szobor)
Koordináták: d. sz. 31° 58′ 22″, k. h. 115° 49′ 45″31.972778°S 115.829206°E

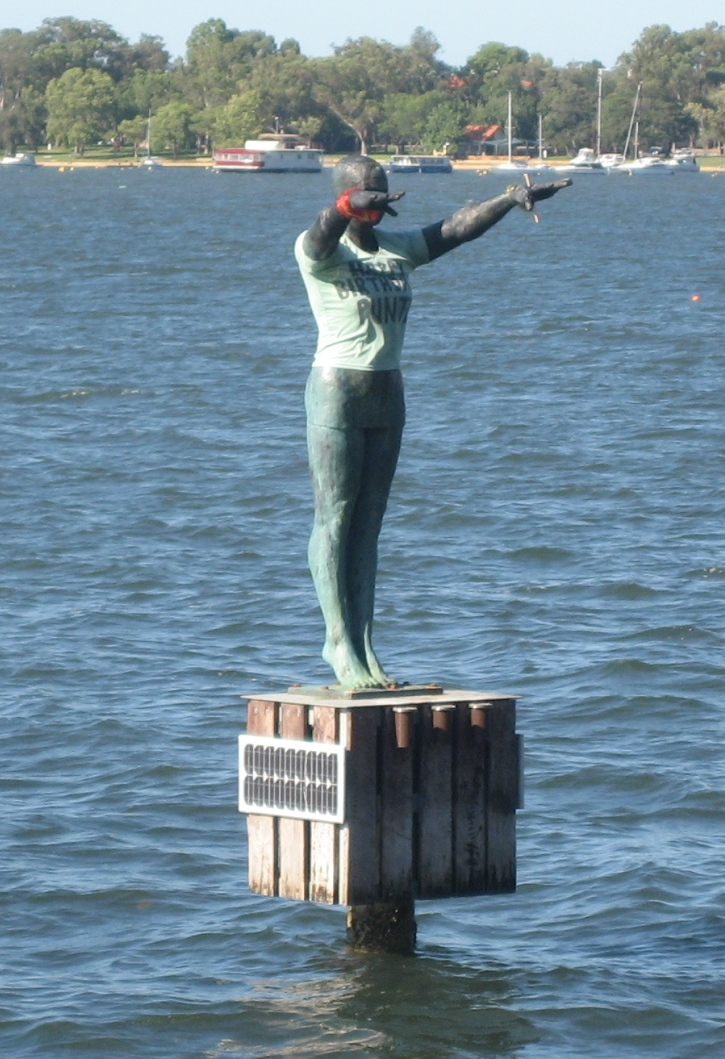
Eliza pólóban

Eliza a nyugat-ausztráliai Perth-ben, a Matilda-öbölben álló bronzszobor.  A szobor és a talapzat egy, a parttól mintegy 15 méterre álló acéloszlopon áll, maga a szobor pedig egy fa dobogóról éppen vízbe ugrani készülő női alakot ábrázol. A szobor a régi crawley-i strandról, a 20. század első felében Perth egyik nevezetességéről emlékezik meg. A szobor 2,2 méter magas. A műalkotásnak saját, napelemekről üzemelő világítása van.
A köztéri műalkotást Tony Jones, perth-i képzőművész készítette a City of Perth önkormányzatának a megbízásából 167.000 $ becsült költség mellett.  Jones egyéb művei közé tartozik C.Y. O'Connor szobra Coogee közelében, valamint a Tenger királynője a Claisebrook-öbölben.
Elizát Perth akkori főpolgármestere, Peter Nattrass avatta fel 2007. október 15-én, és azóta a szobrot diákok és más tréfáskedvű ismeretlenek rendszeresen különféle ruhákba öltöztetik:  kapott már Télapó gúnyát (szakállal), koktélruhát és pezsgőspoharat az országos hírű lóverseny, a Melbourne Cup  tiszteletére, és viselte a helyi fiúiskola, a Scotch College egyenruháját is.
A szobor nevét a város híres Kings Parknak otthont adó dombja, a Mount Eliza után kapta, amit pedig Ralph Darling, Új-Dél-Wales korábbi kormányzójának a felesége után kereszteltek el. A névadás James Stirling kormányzóhoz kötődik.

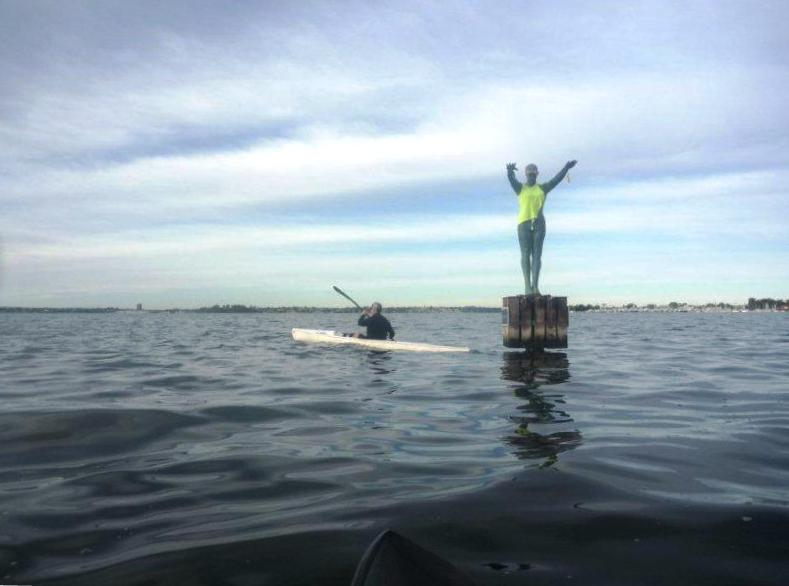
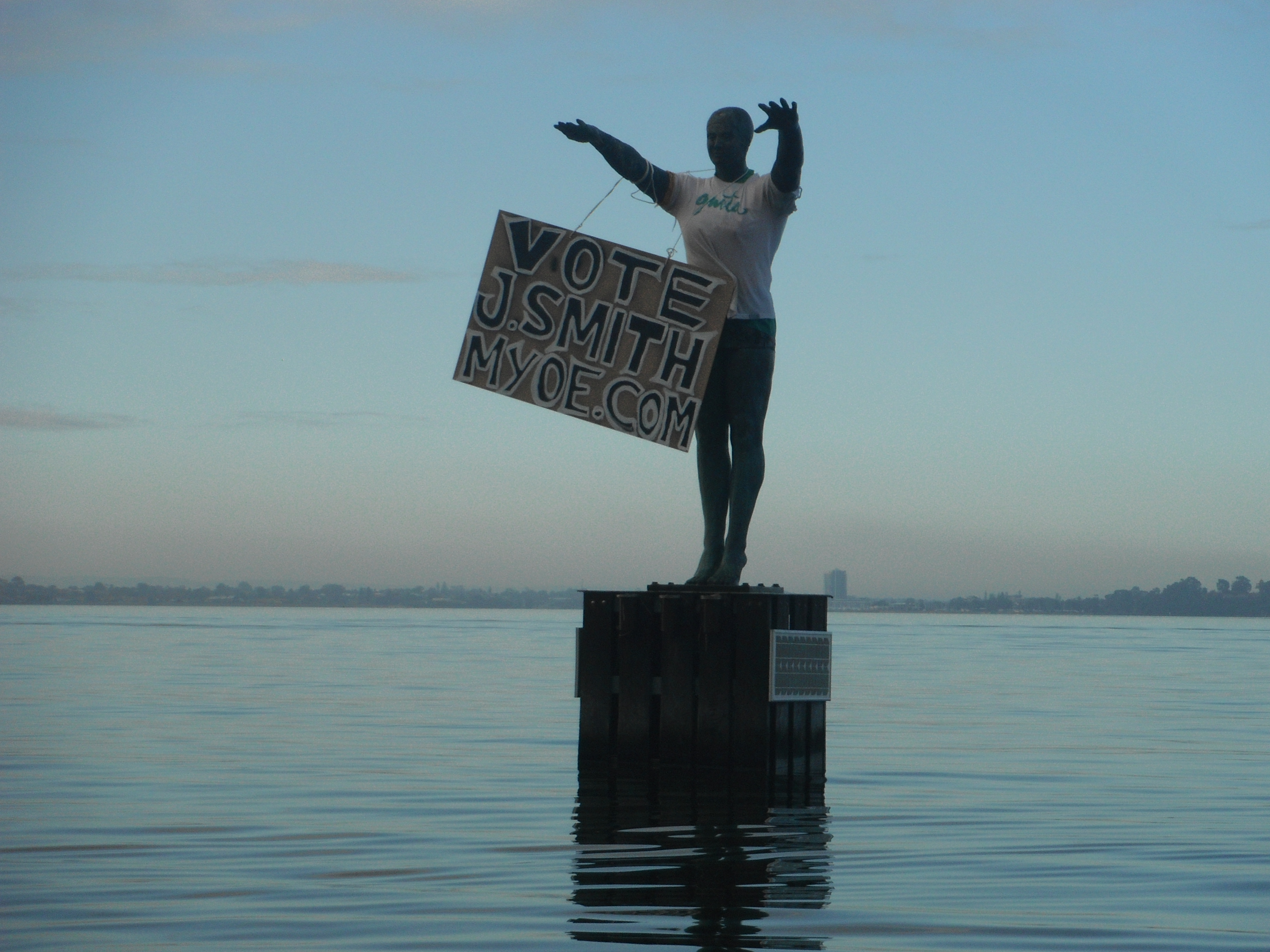

## Fordítás
Ez a szócikk részben vagy egészben  az   Eliza (sculpture) című angol Wikipédia-szócikk ezen változatának fordításán alapul.  Az eredeti cikk szerkesztőit annak laptörténete sorolja fel. Ez a jelzés csupán a megfogalmazás eredetét és a szerzői jogokat jelzi, nem szolgál a cikkben szereplő információk forrásmegjelöléseként.